# Heinrich Bötel
Heinrich Bötel, född 6 april 1858 i Hamburg, död där 1938, var en tysk operasångare (tenor).

## Biografi
Bötel upptäcktes i Hamburg 1881 av teaterdirektören Bernhard Pollini. Efter en tids utbildning under Hermann Zumpe och Franz Krückl väckte Bötel 1883 sensation på stadsteatern i Hamburg. Han sjöng därefter på flera platser i Europa och USA. I Stockholm uppträdde han 1890 såsom Manrico i "Trubaduren", Raoul i "Hugenotterna", Lyonel i "Martha" och Fernando i "Leonora".